# Rumsbetjäning
För andra betydelser, se Room Service.

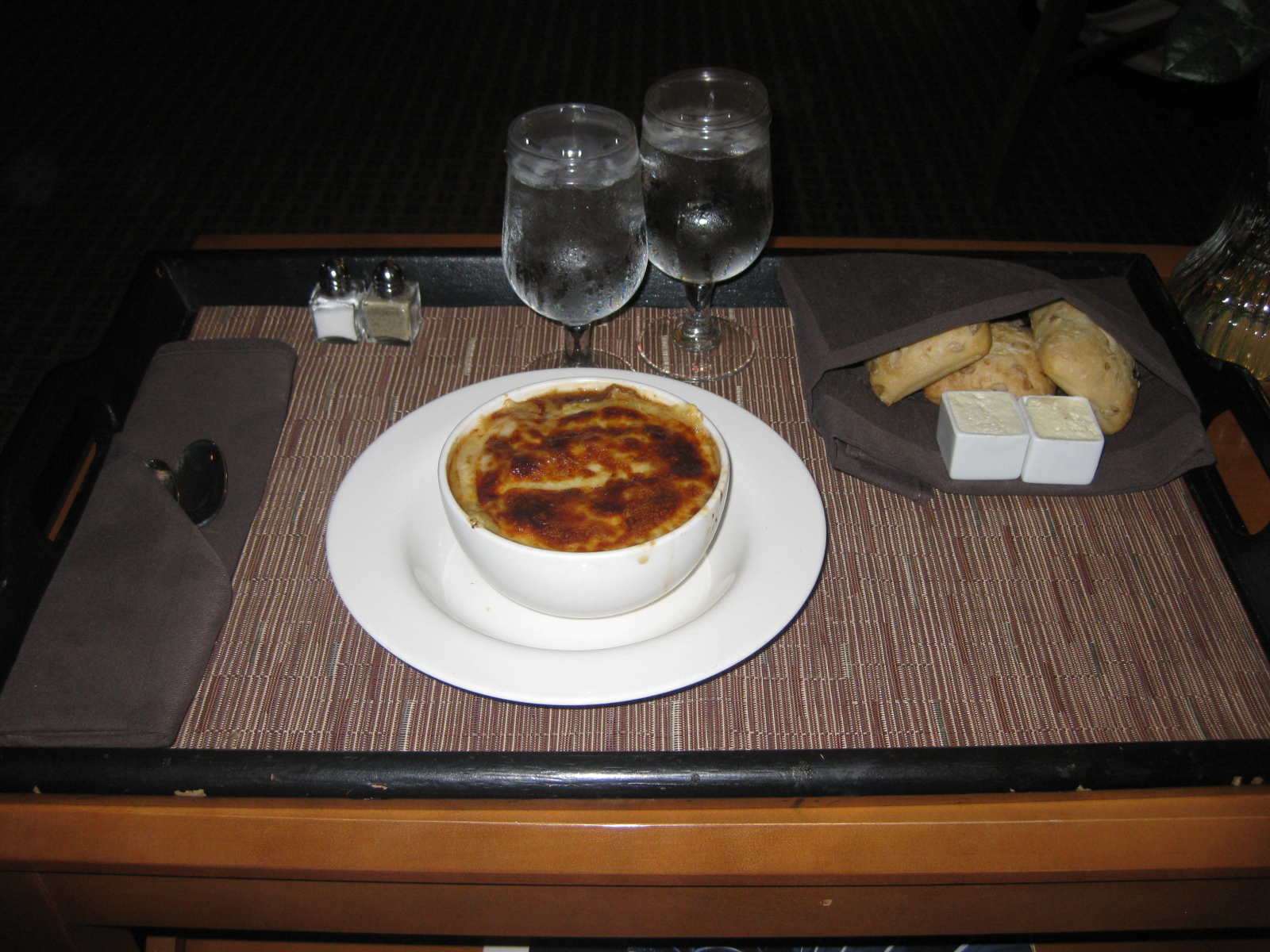
Rumsbetjäning

Begreppet rumsbetjäning (engelska: room service) avser de tjänster som hotellgäster, oftast mot extra avgift kan erhålla direkt på rummet. Framför allt handlar det om leverans av mat och dryck, men även hämtning och lämning av kemtvättkläder. Rumsbetjäning kan även förekomma exempelvis ombord på kryssningsfartyg.

### Fotnoter
1. ↑  Nicholas Wennö (26 november 2000). ”Hysterisk avkoppling till havs”. Dagens nyheter. http://www.dn.se/resor/vastindien/hysterisk-avkoppling-till-havs/. Läst 26 december 2015.